# Granice Niemiec
Granice Niemiec – Niemiecka Republika Federalna graniczy z dziewięcioma państwami:
- Austrią na odcinku 784 km
- Belgią na odcinku 167 km
- Czechami na odcinku 646 km
- Danią na odcinku 68 km
- Francją na odcinku 451 km
- Holandią na odcinku 577 km
- Luksemburgiem na odcinku 138 km
- Polską na odcinku 467 km
- Szwajcarią na odcinku 334 km

Linia brzegowa państwa wynosi 2 389 km, a całkowita długość granic to 3 621 km.
Granice Niemiec, Austrii i Szwajcarii na Jeziorze Bodeńskim nie zostały formalnie wytyczone.